# DISPENSATION
DISPENSATION（ディスペンセーション）はJIMSAKUの7thアルバム。1996年11月21日、BMGビクターから発売。規格品番：BVCR-776。

## 解説
レコード会社移籍第一弾。アルバムタイトルの意味は「調剤」である。
初の角松敏生プロデュース。器楽曲ユニット・JIMSAKUの楽曲を神保・櫻井による巧みな演奏に、角松による複雑に構築されたシンセの自動演奏を、伊藤恵子が歌う大人向け歌モノポップスに昇華させている。
角松は全体のアルバムプロデュースの他、8曲作詞・共作含む9曲の編曲を担当。作曲は2曲と少ない。ゲストボーカル（2,3,5,10,11,13,14）の伊藤恵子は角松のボーカル・プロジェクト・VOCALANDメンバーでもある。唯一の角松ボーカル曲（6）はパーカッショニストの田中倫明が角松と共同で編曲。当時、角松が長万部太郎名義で本格活動を開始したバンド・AGHARTAが参加。
レコーディング参加メンバーも角松のバックバンド等で数多く関わっている演奏者揃いであるが、ゲストベーシストとドラマーは居らず、JIMSAKUのみである。
5曲のSuper Jingle（1,4,7,9,12）は編曲も含め純粋なJIMSAKUによる楽曲。曲終りには主に櫻井による呟きが入っている。8曲目「ISLAND」は角松が編曲した器楽曲。
シングル「Make My Time/HARBOR FWY（規格品番：BVDR-1133）」と同時発売。

## 批評
CDジャーナルは「CDの帯には「笑っちゃうほど上手な人たち」。これは本当。ご機嫌なテクニックとグルーヴが満載の角松敏生プロデュース作品である」と評した。

## 収録曲
特記以外　作詞・作曲・編曲：角松敏生
1. (Super Jingle I)CHASE THE CRIMINAL（1:03）
  - 作曲：神保彰　編曲：JIMSAKU
2. DISPENSATION（4:01）
  - 作曲：櫻井哲夫
3. Make My Time（4:41）
4. (Super Jingle II)PRIZEWINNING（1:14）
  - 作曲：神保彰　編曲：JIMSAKU
5. I CAN LIVE WITHOUT YOU（5:06）
  - 作曲：櫻井哲夫
6. 渋谷PILON（5:18）
  - 作曲：神保彰　編曲：角松敏生・田中倫明
7. (Super Jingle III)EMERGENCY REPORT（1:30）
  - 作曲：櫻井哲夫　編曲：JIMSAKU
8. ISLAND（Instrumental）（5:34）
  - 作曲：神保彰
9. (Super Jingle IV)BATTLE ROYAL（1:20）
  - 作曲：櫻井哲夫　編曲：JIMSAKU
10. DANCE OF THE LAST NIGHT EVE（4:54）
  - 作曲：神保彰
11. 記憶の街（5:10）
12. (Super Jingle V)AIMING AT GOAL（1:15）
  - 作曲：櫻井哲夫　編曲：JIMSAKU
13. HARBOR FWY（5:26）
  - 作曲：神保彰
14. DAY BREAK（3:55）
  - 作曲：櫻井哲夫

## レコーディング参加
- 櫻井哲夫 - ベース
- 神保彰 - ドラム
  - 角松敏生 - キーボード(#2, 3, 5, 8, 10, 11, 13, 14)、ギター(#2, 3, 5, 8, 10, 13, 14)、コーラス (#2, 3, 5, 10, 11, 13, 14)、ボーカル (#6)
  - 伊藤恵子 - ゲストボーカル (#2, 3, 5, 10, 11, 13, 14)
  - 勝田一樹（DIMENSION） - サックス (#3)
  - 浅野祥之 - ギター (#8)
  - 今剛 - ギター (#10)
  - 鈴木英俊 - ギター (#8, 11)
  - 大橋勇武 - ギター (#11)
  - 塩谷哲 - ローズ・ピアノ (#8)
  - 数原晋 - フリューゲルホルン (#8)
  - 山田洋 - マニピュレーター (#2, 3, 5)